# اینیا ژیل
اینیا ژیل (سوئدی: Inga Gill؛ ‏ ۲ مهٔ ۱۹۲۵ – ۱۸ اکتبر ۲۰۰۰) بازیگر اهل سوئد بود.
از فیلم‌هایی که وی در آن نقش داشته‌است، می‌توان به  مهر هفتم، فریادها و نجواها، خانوم جولی، قاضی، زن بدون صورت، عروسی، تشنگی، آستانه زندگی، رؤیاها، چشم اهریمن و گربه‌ها اشاره کرد.